# ROCKET (アダルトビデオ)
株式会社ROCKET（ロケット）は、日本のアダルトビデオメーカー。

## 概要
V&Rプロダクツの設立メンバーが同社を退職後、新たにソフト・オン・デマンドのグループメーカーとしてROCKETを設立。2008年1月17日発売の第1弾5作品をもってスタート。
【みんなの“あったらいいな”がここにある！】をモットーに、ユーザーの皆さんの「もしも…」を叶える妄想企画や、ジャンルや枠にとらわれない様々な企画作品を続々発売している。

## スタッフ
- 社長 : 竹本シンゴ
- 監督 : 神戸たろう(創立から)、ルート山崎、セントラル山本

### 元スタッフ
- 元監督 : ささきうずまき(創立から)、テンプルすわ(創立から)、三輪キヨシ、スケアクロウ